# 603

Britse en Angelsaksische koninkrijken (ca. 600)

Het jaar 603 is het 3e jaar in de 7e eeuw volgens de christelijke jaartelling.

## Gebeurtenissen

### Europa
- Voorjaar - Witterik bezet met steun van de Visigotische edelen het koninklijke paleis in Toledo. Hij neemt koning Leova II gevangen en laat hem later executeren. Witterich wordt de nieuwe heerser van het Visigotische Rijk.
- Koning Aethelfrith van Bernicia (noordoost Engeland) slaat een aanval van een gecombineerde legermacht (Britten en Schotten) van Dalriada af. Hij ontketent een wapenwedloop om suprematie tegen de naburige Britse en Angelsaksische koninkrijken.
- Koning Agilulf van de Longobarden wordt onder invloed van zijn vrouw Theodelinde in Monza samen met zijn zoon Adoald gedoopt tot het christendom. Gevluchte bisschoppen mogen terugkeren naar Italië en geconfisqueerde kerkelijke eigendommen worden teruggegeven.

### Azië
- Keizer Wen Di van de Sui-dynastie breidt de handel verder uit tussen de koninkrijken van Korea. Hij laat de Chinese vloot met "kasteel-schepen" (drijvende forten bestaande uit vijf verdiepingen) versterken. De munteenheid wordt gestandaardiseerd.
- Prins Shotoku introduceert het "Systeem van Twaalf Hofrangen", een administratieve hervorming om de bureaucratie in het Japanse keizerlijke hof te onderscheiden. Een kap-rangensysteem, gebaseerd op kleuren van de leer van de "Vijf Elementen".

### Religie
- Paus Gregorius I ("de Grote") geeft een met edelstenen ingelegd gouden evangelieboek aan koningin Theodelinde als een vredesgeschenk. Dit bevordert de bekering van haar en vele onderdanen tot het christendom in het Longobardische Rijk.
- Columbanus komt in aanvaring met koningin Brunhilde van Austrasië en moet de Abdij van Luxeuil verlaten.

## Geboren
- Dagobert I, koning van de Franken (waarschijnlijk geboortejaar - overleden 638 of 639)

## Overleden
- Leova II, koning van de Visigoten